# 혼고촌 (지바현)
혼고촌(本郷村)은 지바현 인바군에 존재했던 촌이다. 현재의 인자이시 동부에 해당한다.

## 역사
- 1889년 4월 1일 - 정촌제 시행에 의해 인바군 혼고촌이 성립하였다.
- 1913년 4월 1일 - 야와라촌과 합병해 모토노촌이 성립하여, 혼고촌은 소멸하였다.